# Culex guayasi
Culex guayasi är en tvåvingeart som beskrevs av Levi-castillo 1953. Culex guayasi ingår i släktet Culex och familjen stickmyggor.
Artens utbredningsområde är Ecuador. Inga underarter finns listade i Catalogue of Life.